# Langschwanz-Paradigalla
Die Langschwanz-Paradigalla (Paradigalla carunculata), auch Spitzschwanz-Paradieselster genannt, ist eine Vogelart aus der Familie der Paradiesvögel (Paradisaeidae). Sie kommt ausschließlich in einem kleinen Gebiet im Westen Neuguineas vor. Über die Lebensweise dieser Art ist bislang kaum etwas bekannt.
Die Bestandssituation der Langschwanz-Paradigalla wird von der IUCN als gefährdet (near threatened) eingestuft. Es werden keine Unterarten unterschieden.

## Beschreibung

### Körperbau und -maße
Die Langschwanz-Paradigalla ist ein mittelgroßer bis großer Paradiesvogel mit auffälligen Gesichtslappen und einem langen, stark gestuften und spitz zulaufenden Schwanzgefieder.
Sie erreicht eine Körperlänge von bis zu 37 Zentimeter, davon entfallen beim Männchen zwischen 12,2 und 13,7 Zentimeter und beim Weibchen zwischen 11,8 und 13,1 Zentimeter auf die Steuerfedern. Der Schnabel hat eine Länge von 3,8 bis 4,5 Zentimeter. Gewichtsdaten liegen bislang nur für ein einzelnes Weibchen vor, das 170 Gramm wog. Der Geschlechtsdimorphismus ist nicht sehr auffällig. Weibchen sind lediglich geringfügig kleiner sowie etwas blasser und matter gefärbt.

### Erscheinungsbild
Der Kopf, der Hals und die gesamte Körperoberseite sind samtschwarz. Das Kopfgefieder schimmert ölig blau bis grünlich. Die übrige Körperoberseite hat einen violetten Schimmer und bildet bei bestimmten Lichtverhältnissen olivgrünliche Schlaglichter. Im Bereich des vorderen Gesichts befinden sich zwei leuchtend gelb bis grünlich gelbe Gesichtslappen, die wie geschmolzenes Plastik wirken. Diese beginnen am Ende des oberen Schnabels. Ein weiterer, himmelblauer Gesichtslappen beginnt an der Basis des unteren Schnabels.
Die Handschwingen und die äußeren, kürzeren Steuerfedern sind schwarzbraun mit einem leicht olivgrünen Schimmer auf den Außenfahnen. Die gesamte Körperunterseite ist schwarzbraun mit einem matten Kupferglanz. Der Schnabel ist glänzend schwarz, die Iris dunkelbraun, die Beine und Füße sind schwärzlich.

## Verbreitungsgebiet und Lebensraum
Das Verbreitungsgebiet der Langschwanz-Paradigalla ist sehr klein und begrenzt sich auf das Arfakgebirge im Nordosten der Halbinsel Vogelkop. Es gibt eine weitere Paradigalla-Population im Fakfakgebirge auf der Fakfakhalbinsel am westlichen Südende der Insel Neuguinea, die früher dieser Art zugeordnet wurde. Mittlerweile wird für diese Population jedoch vermutet, dass es sich um eine bislang nicht wissenschaftlich beschriebene Art der Gattung Paradigma handelt. Die Langschwanz-Paradigalla besiedelt in diesem Verbreitungsgebiet Bergregenwälder mittlerer Höhenlage.

## Lebensweise
Die Langschwanz-Paradigalla gehört zu den bislang nur sehr wenig erforschten Arten unter den Paradiesvögeln. Clifford Frith und Bruce Beehler weisen sogar darauf hin, dass es für keinen andere Paradiesvogelart so wenig Beobachtungen aus so wenigen Regionen gebe. Bekannt ist nur, dass zur Ernährung kleine, fleischige Früchte gehören. Über die Fortpflanzungsbiologie ist bislang nichts bekannt.

## Einzelbelege
1. 1 2 3  Frith & Beehler: The Birds of Paradise – Paradisaeidae. S. 243.
2. 1 2  Handbook of the Birds of the World zur Langschwanaz-Paradigalla, aufgerufen am 9. Juli 2017
3. ↑  Frith & Beehler: The Birds of Paradise – Paradisaeidae. S. 242.